# ماثيو وود (لاعب دوري الرغبي)
ماثيو وود (بالإنجليزية: Matthew Wood)‏ هو لاعب دوري الرغبي أسترالي، ولد في 1969.